# کیرین کیکی
کیرین کیکی (به ژاپنی: 樹木 希林، Kirin Kiki) (زادهٔ ۱۵ ژانویهٔ ۱۹۴۳ ؛ مرگ ۱۵ سپتامبر ۲۰۱۸) هنرپیشه اهل ژاپن بود. وی از سال ۱۹۶۱ میلادی تا هنگام مرگ مشغول فعالیت بوده‌است.
از فیلم‌ها یا برنامه‌های تلویزیونی که وی در آن نقش داشته است می‌توان به تسیگوینروایزن، اعتراف ناقص، برج توکیو:مادر و من گاهی پدر، آریتی، خاطرات مادر من، پسر کو ندارد نشان از پدر ، پس از توفان، خواهر کوچک ما، دزدان فروشگاه اشاره کرد.
در ایران، او را بیشتر در نقش «مادر هانیکو» در سریال ژاپنی «داستان زندگی» (Hanekonma) می‌شناسند.